# NGC 1036
NGC 1036 = IC 1828 ist eine spiralförmige Zwerggalaxie vom Hubble-Typ Sm/pec im Sternbild Widder auf der Ekliptik. Sie ist schätzungsweise 38 Millionen Lichtjahre von der Milchstraße entfernt und hat einen Durchmesser von etwa 15.000 Lichtjahren. Vom Sonnensystem aus entfernt sich das Objekt mit einer errechneten Radialgeschwindigkeit von näherungsweise 790 Kilometern pro Sekunde.
Im selben Himmelsareal befinden sich unter anderem die Galaxien IC 1832, PGC 1577693, PGC 1582505, PGC 1599862.
Das Objekt wurde am 29. November 1785 vom deutsch-britischen Astronomen Wilhelm Herschel entdeckt.